# Tankini

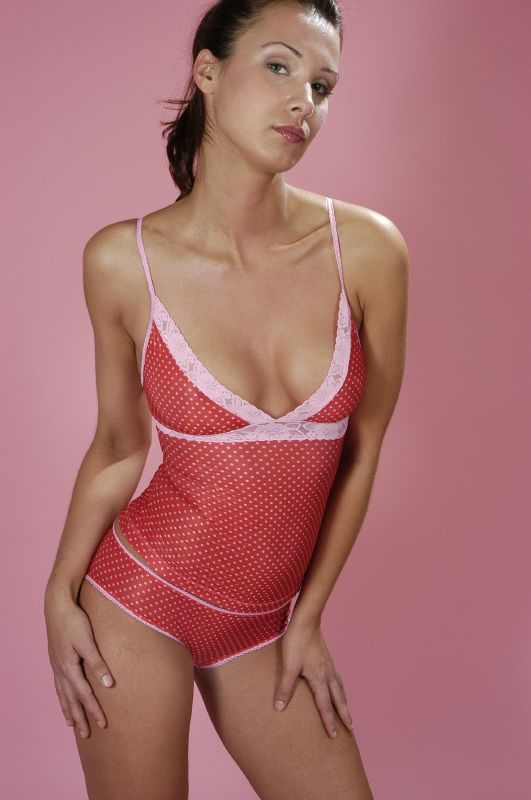
tankini

Een tankini is een tweedelig zwempak voor dames, voor het eerst op de markt gekomen rond 1990.
Het is een tussenvorm tussen de bikini en het eendelige zwempak: het bovendeel strekt zich naar beneden toe uit, soms net nog de navel bedekkend, soms tot net boven de heupen. Deze badkleding wordt door sommige draagsters als een decentere vorm van bikini beschouwd. Groot voordeel ten opzichte van het eendelige badpak is dat het bij toiletbezoek niet geheel hoeft worden uitgedaan.
Er zijn tankini’s in een grote variëteit aan stijlen, kleuren en vormen, sommige modellen hebben ook een ingenaaide push-upbeha om de boezem beter te doen uitkomen. Tevens is er een model voor zwangere vrouwen, open aan de voorzijde ter navelhoogte; de Engelse naam ervoor is peekaboo tankini.

## Etymologie
De naam 'tankini' kan verwarrend werken, want 'tan' betekent 'bruin worden', terwijl een tankini daar juist minder voor geschikt is dan een bikini. In werkelijkheid is het een samentrekking van 'tank top' en 'bikini'; tank top' is in het Amerikaans-Engels de gebruikelijke benaming voor een hemdje.